# Manifest groc
El Manifest antiartístic català, més conegut com el Manifest Groc és un manifest signat el març del 1928 per Salvador Dalí, Lluís Montanyà i Sebastià Gasch, i considerat el document literari més conegut de l'avantguardisme català dels anys vint i trenta. Va rebre aquest nom perquè fou reproduït sobre paper de color groc. Dalí en fou el principal redactor i impulsor, i el text hauria estat encara més punyent si Montanyà i Gasch no l'haguessin convençut de rebaixar-ne el to.
És escrit en un to agressiu i sarcàstic i es caracteritza per denunciar el noucentisme com a corrent mistificador de l'hel·lenisme i l'afirmació dels nous corrents avantguardistes lligats al progrés de la tècnica. Es burla dels intel·lectuals catalans dels que, diu, poc els ha servit la Fundació Bernat Metge si acaben confonent la Grècia clàssica amb les "ballarines pseudo-clàssiques", en al·lusió a Àurea de Sarrà. També carrega contra les obres d'Àngel Guimerà i l'Orfeó Català, tot defensant l'esport, el cinema i les obres de Tristan Tzara, André Breton, Giorgio de Chirico, Le Corbusier, Hans Arp o Constantin Brancusi.
Fou editat i distribuït pels autors mateixos i assolí una gran difusió tant a Catalunya com a la resta de l'Estat espanyol. Fou reproduït a diverses revistes avantguardistes i ferotgement criticat als mitjans culturals catalanistes, especialment per Carles Soldevila a La Publicitat. Aquest fet i les circumstàncies polítiques posteriors han provocat que no hagi estat prou conegut.